# Sundsjön (Björsäters socken, Östergötland)
Sundsjön är en sjö i Åtvidabergs kommun i Östergötland och ingår i Storåns huvudavrinningsområde. Sjöns area är 0,025 kvadratkilometer och den befinner sig 81 meter över havet.